# Julitta Mikulska-Bernaś
Julitta Mikulska-Bernaś (ur. 30 lipca 1928, zm. 27 czerwca 1988) – polska pisarka, prozaiczka, autorka literatury popularnonaukowej dotyczącej historii XX wieku, zwłaszcza stosunków polsko-niemieckich i II wojny światowej. Większość dzieł napisała wspólnie z Franciszkiem Bernasiem.

## Publikacje książkowe
- Szykujcie wieńce, Wydawnictwo Ministerstwa Obrony Narodowej, 1971.
- Pierwszy transport, Wydawnictwo Ministerstwa Obrony Narodowej, 1973.
- V kolumna (współautor: Franciszek Bernaś), Wydawnictwa Szkolne i Pedagogiczne, 1972, 1977, 1987.
- Pod Wojdą i Zaborecznem : 1942–1943 (współautor: Franciszek Bernaś), Wydawnictwo Ministerstwa Obrony Narodowej, 1972.
- W matni (współautor: Franciszek Bernaś), Ludowa Spółdzielnia Wydawnicza, 1967.
- Za pięć dwunasta (współautor: Franciszek Bernaś), Ludowa Spółdzielnia Wydawnicza, 1969.
- Upadek III Rzeszy (współautor: Franciszek Bernaś), Ludowa Spółdzielnia Wydawnicza, 1975.
- Zamach na Hitlera (współautor: Franciszek Bernaś), Spółdzielnia Wydawniczo-Handlowa „Książka i Wiedza”, 1969, 1976.
- Od Sarajewa do Wersalu. Cz. 1 (współautor: Franciszek Bernaś), Spółdzielnia Wydawniczo-Handlowa „Książka i Wiedza”, 1969.
- Przednia straż Hitlera (współautor: Franciszek Bernaś), Spółdzielnia Wydawniczo-Handlowa „Książka i Wiedza”, 1964.
- Od Sarajewa do Wersalu. Cz. 2 (współautor: Franciszek Bernaś), Spółdzielnia Wydawniczo-Handlowa „Książka i Wiedza” (1969)
- Bydgoski wrzesień (współautor: Franciszek Bernaś), Spółdzielnia Wydawniczo-Handlowa „Książka i Wiedza”, 1968.
- Najazd (współautor: Franciszek Bernaś), Ludowa Spółdzielnia Wydawnicza, 1964.
- Klęska (współautorzy: Franciszek Bernaś, Elżbieta Murawska), Ludowa Spółdzielnia Wydawnicza, 1966.
- Reduta pod Wizną (współautor: Franciszek Bernaś), Spółdzielnia Wydawniczo-Handlowa „Książka i Wiedza”, 1970.
- Burza nad „Zieloną Wyspą” (współautor: Franciszek Bernaś), Spółdzielnia Wydawniczo-Handlowa „Książka i Wiedza”, 1964.
- Klamka z mosiądzu, Państwowe Wydawnictwo „Iskry”, 1972.
- Burgerzy przeciw koronie (współautor: Franciszek Bernaś), Wydawnictwo Ministerstwa Obrony Narodowej, 1967.
- Akcja „Miecz Teutoński” (współautor: Franciszek Bernaś), Wydawnictwo Ministerstwa Obrony Narodowej, 1963.
- Piąta bomba (współautor: Franciszek Bernaś), Wydawnictwo Ministerstwa Obrony Narodowej, 1968.
- Łuny nad Abisynią (współautor: Franciszek Bernaś), Wydawnictwo Ministerstwa Obrony Narodowej, 1961.
- Inanna, Krajowa Agencja Wydawnicza, 1986[2].